# 王杲 (成化進士)
王杲（1455年—？），字啟昭，雲南臨安衛軍籍，江西龍泉縣人，明朝政治人物。

## 生平
雲南鄉試第七名舉人。成化十七年（1481年）中式辛丑科會試第一百三十三名，三甲第一百五十二名進士。

## 家族
曾祖王永壽；祖父王勤；父王洪，母姜氏。重庆下。